# Mississippiboot
De Mississippiboot is een voormalige attractie in het Belgische pretpark Bobbejaanland.  Deze raderboot, aangedreven door een waterrad, maakte een tocht van een twintigtal minuten over het meer.  De boot bood plaats aan 150 personen en had een kleine cafetaria aan boord. Het vertrek- en eindpunt van de boot was ter hoogte van de huidige Indiana River. De boottocht opende in 1985 en sloot in 2000. De boot werd in 2008 uit het meer verwijderd en verkocht.

## Trivia
- Op het bovendek van de boot brachten diverse Vlaamse zangers in 1989 een optreden ter gelegenheid van opnamen van het VTM-programma 10 om te zien.

Afbeeldingen